# Szabó Balázs (gospelzenész)
Szabó Balázs (1981 körül– ) pop-gospel énekes, billentyűs előadó és dalszerző, a Baptista Szeretetszolgálat nagyszabású Cipősdoboz koncertjeinek zenei rendezője és aranzsőre. Több ismert gospeldal magyar szövegének műfordítója.

## Pályafutása
Pályafutásának kezdetén Pintér Béla zenekarában játszott; közreműködött két CD felvételén, és számos rendezvényen lépett fel Magyarországon és a határon túli magyarlakta településeken. 
2010-ben készült el első önálló albuma Legnagyobb ajándék címmel. 2010 második felében állt össze saját zenekara. Második albumának, az Egyetlen út, 2011-ben jelent meg. 2012-es Váltság válság című albumát többek között a Columbus hajón is bemutatta. 2014-es, Közel című lemezének egyik számát az amszterdami Black RockStarral közösen szerezte. 2016-ban a Duna Palotában tartott 5 éves jubileumi koncertet.
Fellépett a Cross Sound Fesztiválon, a Nemzetközi Gospel Fesztiválon, a SOZO nemzetközi fesztiválon, a Fővárosi Nagycirkusz rendezvényein, turnézott az USA-ban és Kanadában is.
2013-tól kezdve Iskolakoncert című műsorával évente számos általános és középiskolás diákhoz juttatta el a gospelzenét.
Fellépett katolikus, református, baptista, görögkatolikus rendezvényeken.